# أوتودسك إنفنتر
أوتودسك إنفنتر (بالإنجليزية: Autodesk Inventor)‏ وتعني بالعربية «المخترع» ، هو برنامج متخصص في التصميمات الميكانيكية، من منتجات شركة أوتودسك الشهيرة المنتجة لبرنامج أوتوكاد.

## بيئات العمل
للبرنامج بيئات عمل متعددة تضمن سهولة العمل عليه، بحيث تجمع كل بيئة عمل الأدوات المطلوبة لإنجاز المهام الخاصة بها دون غيرها، وقد يحدث بعض التداخل أحيانا فيما بينها مما يضمن تكاملية أجزاء البرنامج وعناصره كنظام متكامل للتصميمات الميكانيكية والكهربية، وفيما يلي يمكن سرد بعض من أشهر بيئات العمل:

## إصدارات البرنامج
عمدت الشركة المنتجة للبرنامج على تسمية كل إصدار باسم رمزي حيث كانت الأسماء الرمزية منذ الإصدار الأول إلى الإصدار العاشر أسماء نماذج مشهورة من السيارات، ثم أصبحت التسمية الرمزية منذ الإصدار الحادي عشر حتى الآن من أسماء العلماء والمخترعين، والجدول التالي يوضح كل إصدار وتاريخ إطلاقه في الأسواق واسمه الرمزي:
| رقم الإصدار | الاسم الرسمي  | الاسم الرمزي | تاريخ الإصدار  |
| ----------- | ------------- | ------------ | -------------- |
| الأول       | Inventor 1    | مستنج        | 20 ديسمبر 1999 |
| الثاني      | Inventor 2    | ثاندر بيرد   | 1 مارس 2000    |
| الثالث      | Inventor 3    | كمارو        | 1 أغسطس 2000   |
| الرابع      | Inventor 4    | كورفت        | 1 ديسمبر 2000  |
| الخامس      | Inventor 5    | دورانجو      | 17 سبتمبر 2001 |
| السادس      | Inventor 5.3  | برولر        | 30 يناير 2002  |
| السابع      | Inventor 6    | فايبر        | 15 أكتوبر 2002 |
| الثامن      | Inventor 7    | رانجلر       | 18 أبريل 2003  |
| التاسع      | Inventor 8    | شروكي        | 15 أكتوبر 2003 |
| العاشر      | Inventor 9    | كرس فاير     | 15 يوليو 2004  |
| الحادي عشر  | Inventor 10   | فري ستايل    | 6 أبريل 2005   |
| الثاني عشر  | Inventor 11   | فاراداي      | 6 أبريل 2006   |
| الثالث عشر  | Inventor 2008 | جودارد       | 11 أبريل 2007  |
| الرابع عشر  | Inventor 2009 | تسلا         | 16 أبريل 2008  |
| الخامس عشر  | Inventor 2010 | هوبر         | 27 فبراير 2009 |
| السادس عشر  | Inventor 2011 | سيكروسكي     | 26 مارس 2010   |
| السابع عشر  | Inventor 2012 | برونيل       | 22 مارس 2011   |
| الثامن عشر  | Inventor 2013 | جوود يير     | 27 مارس 2012   |